# Nicolas Untersteller
 (novembre 2014).
Si vous disposez d'ouvrages ou d'articles de référence ou si vous connaissez des sites web de qualité traitant du thème abordé ici, merci de compléter l'article en donnant les références utiles à sa vérifiabilité et en les liant à la section « Notes et références ».
Nicolas Untersteller né le 26 mars 1900 à Stiring-Wendel  et mort le 18 décembre 1967 à Paris est un peintre français.

## Biographie
Nicolas Untersteller naît en 1900 à Stiring-Wendel, près de Forbach, bourgade minière de l'Empire allemand sise dans le District de Lorraine. En 1918, le district de Lorraine, redevenu Français, forme le nouveau département de la Moselle.
Après des études à l'école des arts Décoratifs de Strasbourg de 1921 à 1923, il est admis à l'École nationale supérieure des beaux-arts de Paris dans les ateliers de Fernand Cormon (1854-1924), de Jean-Pierre Laurens (1875-1932) et de son frère Paul Albert Laurens (1870-1934). Il reçoit le deuxième premier grand prix de Rome de peinture en 1928. Il épouse l'artiste peintre Hélène Delaroche (1907-1996) en 1929. Il séjourne à Rome à la villa Médicis de 1929 à 1931. En 1930, il est professeur de dessin aux cours Yvon à Paris et crée en 1931, dans son département d'origine, une école de peinture à Metz, ville où il présente son exposition « Retour de Rome ». De 1933 à 1934, il est pensionnaire à la Casa de Velázquez à Madrid. En 1934 naît à Metz sa fille Marguerite-Marie Untersteller (morte en 2000) qui deviendra bibliothécaire.
Membre de l'Académie des beaux-arts, Nicolas Untersteller enseigne la fresque à l'École des beaux-arts de Paris en 1937. En 1940, la défaite française face à l'Allemagne nazie entraîne le rattachement de facto  du département de la Moselle au Troisième Reich et sa nazification. Aussi Nicolas Untersteller reste-t-il en région parisienne et son second enfant, Louis-Paul Untersteller, naît à Sèvres en 1940. Il est nommé membre du Conseil supérieur des beaux-arts de Paris en 1940. De 1941 à 1948, il est professeur, chef d'atelier de peinture et compte parmi ses élèves : Arcabas, Jean Marie Walaster, Henriette Lambert, Ernest Risse, Roger Forissier et Bachir Yellès. En 1948, il est nommé directeur de l'École nationale supérieure des beaux-arts.
Bien qu'ayant réalisé des tableaux de portraits, de nus ou de paysages, il est surtout connu pour ses fresques et ses peintures murales. Il décora des édifices publics français, notamment en Moselle, des bâtiments publics comme la salle d'attente de l'aéroport du Bourget ou la gare de Grenoble avec des peintures sur des panneaux d'aluminium anodisé. Il œuvre pour des édifices religieux  comme l'église Saint-Pierre-de-Chaillot à Paris. Il peint les vitraux de l'église Sainte-Thérèse-de-l'Enfant-Jésus de Metz et décore l'église Sainte-Barbe de Crusnes, fameuse église en fer au pays du fer. Il a également réalisé des panneaux pour les salons du paquebot Liberté et dessiné les décors et costumes du ballet Hop Frog de l'opéra de Paris en 1954.
Il meurt le 18 décembre 1967 à l'hôpital Broussais dans le 14e arrondissement de Paris et est inhumé dans le cimetière de Cinq-Mars-la-Pile.
Un collège porte son nom dans sa ville natale de Stiring-Wendel.
Une rue porte son nom à Metz depuis 1975.

## Collections publiques
- Rome, villa Médicis.
- Madrid, Casa de Velázquez.

### Vitrail
- 1937 : église Sainte-Barbe de Crusnes (Meurthe-et-Moselle) et décoration sur panneaux d'aluminium.
- 1948 : église de Gravelotte.
- 1951 : église Sainte-Thérèse-de-l'Enfant-Jésus de Metz, 1 060 m2, selon une technique propre à l'artiste, appelée alors claustra[6].
- 1954 : chapelle du cercle Laennec, Paris, rue d'Assas.
- 1958 : église de Breteuil-sur-Noye.

### Peintures murales
- 1929 : chemin de croix d'Amnéville.
- 1932 : fresques, église de Boulange.
- 1932 : Caisse d'Épargne de Metz.
- 1933 : Intelligence, Volonté, Sensibilité, Eau, Terre, Feu, Air, en collaboration avec son épouse Hélène Delaroche, Paris, église du Saint-Esprit.
- 1934 : décoration murale de la salle des pas perdus de l'hôtel de préfecture de la Moselle.
- 1934 : chemin de croix de l'église de Senon.
- 1935 : abbaye Saint-Maurice-et-Saint-Maur de Clervaux, Luxembourg.
- 1937 : décoration du centre rural de l'Exposition universelle de 1937 et pavillon de la Parure.
- 1938 : église Saint-Pierre-de-Chaillot à Paris.
- 1939 : décoration du pavillon de la Paix à l'Exposition de New York, États-Unis.
- 1939 : chemin de croix, église d'Étain, inachevé.
- 1946 à 1948 : église Saint-Pierre de Chaillot à Paris.
- 1946 : église des Saints-Anges Gardiens à Saint-Maurice.
- 1947 : salle d'attente du Bourget.
- 1947 : fresque et chemin de croix au Ban-Saint-Martin.
- 1956 : chambre de commerce et d'industrie de Boulogne-sur-Mer.
- 1957 : chambre de commerce et d'industrie du Havre.
- 1958 : hôtel de ville de Lorient, deux fresques, salle des mariages et salon d'honneur. Les fresques du salon d'honneur et de la salle des mariages couvrent 150 m2. Une somme forfaitaire de 9 millions de francs a été allouée à l'artiste pour leur réalisation[7].
- 1958 : église Notre-Dame-de-Victoire de Lorient.
- Décoration pour le tricentenaire du traité de Westphalie[Où ?].
- 1948 : quatre panneaux pour le grand salon de première classe du paquebot Liberté.
- 1949 : La Tragédie, Paris, Maison de la Radio, Centre Rodin.
- 1958 : bureau du proviseur du collège technique d'Orléans, actuellement lycée polyvalent Benjamin Franklin.
- 1961 : appartement « Alsace » du paquebot Le France sur panneaux d'isolation acoustique en lin composé.
- 1961 : Prométhée apportant le Feu, lycée de Libourne.
- Panneau pour le paquebot Calédonien, 220 × 225 cm.

### Mosaïque
- Chapelle du Cercle Laennec, Paris, rue d'Assas.

### Décoration en dalles de lave émaillées
- 1957 : lycée de Saint-Nazaire.
- 1958 : lycée de Sèvres.
- 1961 : lycée Pothier à Orléans.

### Décoration sur matériaux modernes
- 1961 : décoration de la salle des machines de l'usine de La Bâthie.

### Tapisserie
- 1952 : Flore, Pomone et la Forêt, tapisserie de la manufacture des Gobelins.
- 1958 : La Nuit, tapisserie d'Aubusson pour la Casa de Velázquez.

## Expositions
- 1926-1927-1928-1931-1932-1946 : Salon d'automne à Paris.
- 1926-1927-1928-1931-1932 : Salon des Tuileries à Paris.
- 1931 : exposition « Retour de Rome » à Metz.
- 1934 : exposition « Paysages » à Metz.
- 1936 : galerie Charpentier à Paris.
- 1937 : Exposition universelle de Paris, décoration du Centre rural.
- 1942 : galerie Berri à Paris.
- 1952 : Salon des artistes décorateurs au Grand Palais à Paris, présentation des vitraux de l'église Sainte-Thérèse de Metz.

## Élèves
- Yolande Ardissone (née en 1927)
- Gérard Bayle (1922-2000)
- Jacques Bringuier (né en 1925)
- Pierre Clément (1923-2011)
- Lucien Demouge (1926-2005)
- Jacques Durand-Henriot (1922-1997)
- Camille Hilaire (1916-2004)
- Henriette Lambert (1925-2020), en 1949
- Claude Mallmann (1915-1981)
- Claude Petitet (1922-1996), dans les années 1940, premier second grand prix de Rome en 1948
- Ernest Risse (1921-2003)
- Robert Roynette (1922-2016)
- Robert Savary (1920-2000)
- Claude Schürr (1921-2014)
- Daniel Sénélar (1925-2001), grand prix de Rome en 1951
- Bachir Yellès (1921-2022), de 1947 à 1950, pensionnaire à la Casa de Velázquez (23e promotion)

## Fonctions
- 1940 : membre du Conseil supérieur de l'École des beaux-arts de Paris.
- 1946 : membre de l’Académie des beaux-arts à l'Institut de France.
- 1948 : directeur de l’École nationale des beaux-arts de Paris.
- 1957 : président de l'Académie des beaux-arts.

## Distinctions
- 1948 : chevalier de la Légion d'honneur.
- 1948 : croix de guerre 1939-1945.
- 1948 : commandeur des Arts et des Lettres.
- 1948 : officier de l’ordre national du Mérite.
- 1948 : commandeur des Palmes académiques.
- 1956 : officier de la Légion d'honneur.